# Resolució 1835 del Consell de Seguretat de les Nacions Unides
La Resolució 1835 del Consell de Seguretat de les Nacions Unides fou adoptada per unanimitat el 27 de setembre de 2008. La resolució va respondre a l'informe del 15 de setembre de l'Agència Internacional de l'Energia Atòmica (OIEA), que va declarar que Iran no havia suspès les activitats relacionades amb l'enriquiment d'urani. La resolució va reafirmar quatre resolucions anteriors: 1696 (2006), 1737 (2006), 1747 (2007) i 1803 (2008).

## Antecedents
El 15 de setembre de 2008, l'Agència Internacional de l'Energia Atòmica (OIEA) va publicar un informe sobre l'execució de les regularions del Tractat de No Proliferació Nuclear (NPT) per Iran. L'informe també investigava el compliment per l'Iran de les resolucions 1737, 1747 i 1803 del Consell de Seguretat. L'informe va considerar de manera concloent que Iran seguia el seu camí d'incompliment. A més, l'informe incloïa dos descobriments importants sobre l'incompliment de l'Iran. L'informe va trobar que Iran estava realitzant progressos significatius en el desenvolupament i operació de les seves centrifugadores i que continuava resistint els esforços per abordar el seu sospitós treball d'armes nuclears.

## 5984a Sessió del Consell
La 5984a Sessió del Consell de Seguretat de l'ONU es va celebrar el 27 de setembre de 2008. Els països P5+1 (Estats Units, Regne Unit, França, Alemanya, Rússia i la República Popular de la Xina) van proposar la resolució, que fou aprovada per unanimitat. The meeting lasted from 4:05 pm to 4:10 pm.
El representant d'Indonèsia va votar a favor de la resolució tot i fer una declaració abans de la votació. El representant, que s'havia abstingut de votar la resolució 1803 el 2008, va declarar el suport d'Indonèsia per la resolució perquè no preveia sancions addicionals contra l'Iran. Va subratllar el desig d'Indonèsia per una solució negociada, que proporcionés incentius, no "desincentius" a l'Iran.

## Reacció pública

### Iran
L'Iran va desestimar la resolució, afirmant que el seu desenvolupament d'urani era per a finalitats pacífiques i que no frenaria els seus programes d'enriquiment d'urani. El president de l'Iran, Mahmoud Ahmadinejad va anunciar que el seu país resistiria els "poders assetjants" intentant evitar el desenvolupament nuclear a l'Iran.
El negociador central nuclear, Saeed Jalili, va dir a la televisió iraniana que la resolució només fomentaria la "desconfiança", afirmant: "Aquestes [resolucions] no són constructives. El que cal fer és atraure la confiança de la nació iraniana a través de la cooperació constructiva i el compromís col·lectiu".

### Estats Units
Condoleezza Rice, Secretari d'Estat dels Estats Units, va declarar el suport dels Estats Units a la resolució que va dir que es tractava d'un pas positiu que confirma la determinació de la comunitat internacional i el P5+1. Rice també va afirmar que la resolució deixa que "els iranians sàpiguen que la unitat és molt forta".

### Rússia
Vitali Txurkin, representant de Rússia a l'ONU, va afirmar que la idea de la resolució havia estat la del seu país. La setmana anterior a la resolució, el Ministre d'Afers Exteriors Serguei Lavrov es va retirar de les negociacions sobre el programa nuclear de l'Iran.
A més, Lavrov va afirmar que era la creença de Rússia que la resolució ajudaria encara més "l'objectiu primordial" del P5+1, que és "ajudar a l'OIEA a comprovar que no hi ha una dimensió militar per al programa nuclear a l'Iran".

## Terminació
Les disposicions de la Resolució 1835 van ser rescindides per la Resolució 2231 del Consell de Seguretat de les Nacions Unides vigent en el Dia d'implementació del Pla d'Acció Conjunt, el 16 de gener de 2016.